# Agios Georgios (Sitía)
Agios Georgios (en griego, Άγιος Γεώργιος) es un pueblo de Grecia ubicado en la isla de Creta. Pertenece a la unidad periférica de Lasithi y al municipio y a la unidad municipal de Sitía. En el año 2011 contaba con una población de 74 habitantes.

## Restos arqueológicos

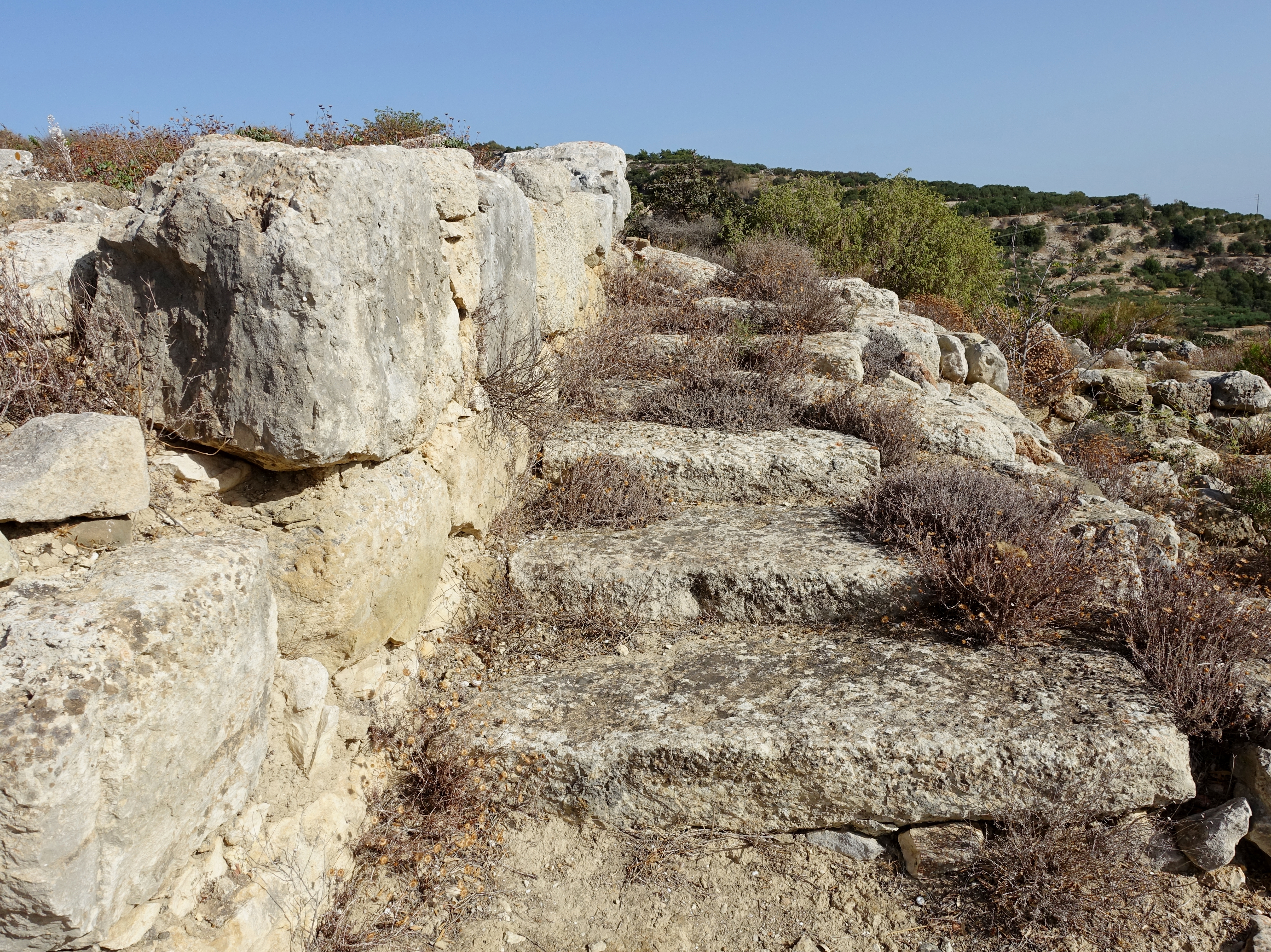
Restos arqueológicos de Agios Georgios.

En una colina próxima llamada Profeta Elías se ha excavado una villa minoica de unos 700 m², que fue construida en cuatro niveles o terrazas, de las cuales la terraza superior presenta una mayor calidad de construcción que el resto. En la segunda terraza se producían tejidos. En la terraza inferior se producía vino. Es posible que la función principal del edificio fuera la explotación agrícola de la zona circundante. Se cree que fue destruido en el periodo minoico tardío IA. Las excavaciones fueron realizadas por un equipo dirigido por Nikolaos Platon.